# Sapho fumosa
Sapho fumosa – gatunek ważki z rodziny świteziankowatych (Calopterygidae).